# Peliosanthes teta
Peliosanthes teta är en sparrisväxtart som beskrevs av Henry Charles Andrews. Peliosanthes teta ingår i släktet Peliosanthes och familjen sparrisväxter.

## Underarter
Arten delas in i följande underarter:
- P. t. humilis
- P. t. teta